# Engeland (Apeldoorn)
Engeland is een buurtschap in de Nederlandse gemeente Apeldoorn, gelegen in de provincie Gelderland. Het ligt ten zuiden van Apeldoorn, iets ten noordwesten van Beekbergen.
Aan de kant van Beekbergen begint deze buurtschap bij hotel Het Veluwse Bos.
Stad: Apeldoorn     
Dorpen: Beekbergen · Hoenderloo (deels) · Hoog Soeren · Klarenbeek (deels) · Loenen · Uddel · Ugchelen · Wenum-Wiesel

Buurtschappen: Assel · Beemte Broekland · Engeland · Gerritsflesch · Groenendaal · De Haere · Hoog Buurlo · De Jonas (deels) · De Krim · Lieren ·  Meerveld · Nieuw-Milligen · Oosterhuizen · Radio Kootwijk · Woeste Hoeve

Gelderland: Steden en dorpen in Gelderland      Nederland: Provincies · Gemeenten